# تانایس
تانائیس (یونانی: Τάναϊς Tánaïs; روسی: Танаис) یک شهر یونان باستان در دلتای رود دن بود که در دوران باستان به نام باتلاق‌های مئوتیان شناخته می‌شد. این شهر به عنوان مرکز اسقفی با نام تانا فعالیت داشت و امروزه نیز به عنوان یک کرسی افتخاری کلیسای کاتولیک لاتین شناخته می‌شود.

## موقعیت جغرافیایی
دلتای رود دن به شمال‌شرقی‌ترین قسمت دریای آزوف می‌رسد که در دوران باستان یونان باستان با نام دریاچه مئوتیس شناخته می‌شد. محل شهر باستانی تانائیس حدود ۳۰ کیلومتر در غرب روستوف-نا-دونو قرار دارد. مرکز شهر باستانی روی فلاتی با اختلاف ارتفاع تا ۲۰ متر در بخش جنوبی قرار گرفته است. این فلات از سمت شرق با یک دره طبیعی و از سمت غرب با یک خندق مصنوعی محدود شده است.

## تاریخچه
محل تانائیس قبل از آنکه ملط یک بازارگاه (امپوریوم) در آنجا تأسیس کند، مسکونی بود. یک شهر مردگان شامل بیش از ۳۰۰ کورگان تدفینی نزدیک این شهر باستانی نشان می‌دهد که این محل از عصر برنز مسکونی بوده و تدفین کورگان‌ها تا دوران یونان باستان و روم باستان ادامه داشته است.
به نظر می‌رسد که تاجران یونانی از قرن هفتم پیش از میلاد در این منطقه با چادرنشینان دیدار داشته‌اند، اما هنوز هیچ سکونتگاه دائمی تأسیس نشده بود. مستعمره‌های یونانی در دوران باستان به دو دسته تقسیم می‌شدند: آپویکیای که توسط شهروندان از شهر-دولت مادر تأسیس می‌شدند و امپوریوم که صرفاً ایستگاه‌های تجاری بودند. تانائیس که اواخر قرن سوم پیش از میلاد توسط تاجران ماجراجو از ملط تأسیس شد، به‌سرعت به یک امپوریوم در دورترین نقطه شمال‌شرقی حوزه فرهنگی هلنیستی تبدیل شد.
تانائیس مکانی طبیعی برای تجارت استپ‌های شرقی و همچنین دریای سیاه بود که بندرها و مراکز تجاری یونانی در اطراف آن قرار داشتند. این شهر همچنین محل مبادله کالاهایی همچون خز و بردگان از شمال بود. استرابون در کتاب جغرافیا (استرابون) (۱۱٫۲٫۲) به تانائیس اشاره کرده است.

## تغییرات تاریخی
شهر تانائیس تحت حکومت یک آرکنت در مرز شرقی قلمرو پادشاهی پادشاهی بسفور قرار داشت. در دوران رومی، تغییرات مهمی در سایت باستانی مشاهده می‌شود؛ به‌ویژه هنگامی که دروازه پروپیلا که بخش بندری را به آگورا متصل می‌کرد، حذف و مرکز زندگی عمومی با یک کاخ بزرگ جایگزین شد.
تانائیس در سال ۳۳۰ میلادی توسط گوت‌ها ویران شد، اما تا نیمه دوم قرن پنجم میلادی همچنان مسکونی بود.

## احیای مجدد
شهر در قرن چهاردهم توسط جمهوری ونیز بازسازی شد. بعدها توسط جمهوری جنوا اداره شد و به مدت ۱۳۳۲ تا ۱۴۷۱ به عنوان تانای در دریا شناخته می‌شد و به مرکزی مهم برای تجارت با اردوی زرین تبدیل شد. این شهر در ۱۳۹۲ توسط تیمور، در ۱۴۷۱ توسط ترکان عثمانی و در سال ۱۶۹۶ به دست امپراتوری روسیه افتاد. سرانجام در سال ۱۷۷۱ بار دیگر توسط روسیه فتح شد.